# Habitatge al carrer Coll del Castell, 1 (Rupit)
L'Habitatge al carrer Coll del Castell, 1 és una casa de Rupit i Pruit (Osona) inclosa a l'Inventari del Patrimoni Arquitectònic de Catalunya.

## Descripció
Casa mitgera de dos trams i orientada vers llevant. El cos esquerre consta de planta i primer pis i el de la dreta de pis i golfes, ambdós amb el ràfec paral·lel a la façana. Per la part de ponent es troba adossada al cingle del castell. El portal és rectangular amb la llinda datada (JNPI9I II M 18 [+ creu] 19 SABATER), balcó al primer pis i finestres amb ampits i espieres i una gran obertura a les golfes. La casa està construïda en pedra sense polir, d'un color blavós. Els carreus de les obertures són ben escairats, encara que un xic deteriorats i d'un color groguenc.

## Història
La plaça del coll del Castell es troba a la part alta de la vila de Rupit, sota el mur de llevant del Castell. Les cases estan assentades damunt el cingle i la gran majoria pertanyen als segles XVII-XVIII. Com totes les de Rupit han estat restaurades respectant la tipologia primitiva. L'establiment de Cavallers al Castell de Rupit donà un caire aristocràtic a la vila. Al segle xiv la demografia baixa considerablement, al fogatge del segle xvi s'experimentà un cert creixement i al segle xvii comença a ésser un nucli important de població, ja que durant la guerra dels Segadors (1654) s'hi establiren molt francesos.